# Gaetano Sardiello
Gaetano Sardiello (Catania, 6 ottobre 1890 – 23 agosto 1985) è stato un politico e avvocato italiano.

## Biografia
Laureato in Giurisprudenza all'Università di Messina, di professione avvocato. Iscritto al Partito Repubblicano Italiano fin dalla giovane età, è stato consigliere comunale a Reggio Calabria dal 1920 al 1923. In seguito fu oppositore del fascismo e durante il ventennio rifiutò più volte di prendere la tessera del PNF.
Viene eletto come deputato all'Assemblea Costituente nel 1946 per il PRI.
Muore nell'agosto del 1985 all'età di 94 anni. A lui è intitolata la Camera penale del distretto della Corte d'Appello di Reggio Calabria.